# Читтадини, Пьетро Франческо
Пьетро Франческо Читтадини (итал. Pietro Francesco Cittadini; 1616—1681) — итальянский художник периода барокко, пейзажист, портретист, автор натюрмортов.
Пьетро Франческо Читтадини, прозванный Миланезе, родился в Милане в 1613 или в 1616 году. Первоначально ученик Даниэле Креспи, в юном возрасте переехал в Болонью, чтобы учиться у Гвидо Рени, школа которого отчетливо прослеживается в его ранних работах.

Франческо Читтадини. «Натюрморт со стрекозой». 17 век. Холст, масло. Национальный музей Сербии

В середине 1640-х годов отправился в Рим, где испытал влияние живущих там фламандских и французских художников.
Наряду с французским придворным художником Жаном Буланже выполнял декоративные фрески для дворца герцогов д`Эсте в Сассуоло.